# Zenon Torzecki
Zenon Jan Torzecki (ur. 27 czerwca 1922 w Łodzi, zm. 27 marca 1997, tamże) – polski lekarz patomorfolog, profesor zwyczajny doktor habilitowany nauk medycznych, samorządowiec. 

## Życiorys
Ukończył studia na Wydziale Lekarskim Akademii Medycznej w Łodzi. W listopadzie 1951 uzyskał dyplom lekarza. Od 1950 pracował w Katedrze Anatomii Patologicznej. W 1958 uzyskał stopień naukowy doktora medycyny, w 1961 – docenta, 1971 – profesora nadzwyczajnego, a 1988 – zwyczajnego. Opublikował około 90 publikacji naukowych. Jego zainteresowania naukowe związane były z patomorfologią gruźlicy, chorób zakaźnych, tkanki łącznej, trzustki i narządów rodnych. Był ponadto członkiem Łódzkiego Towarzystwa Naukowego (od 1965).
Był prodziekanem, a następnie dziekanem Wydziału Lekarskiego (1968–1972) oraz dyrektorem Instytutu Patologii (1973–1991) Akademii Medycznej w Łodzi. Ponadto pracował w Instytucie Medycyny Pracy, Wojskowej Akademii Medycznej i Zakładzie Patomorfologii Szpitala MSW w Łodzi. Był organizatorem pracowni histopatologicznych w Pabianicach i Tomaszowie Mazowieckim.
Był radnym Rady Narodowej Miasta Łodzi (1965–1990), w której był m.in. przewodniczącym Komisji: Zdrowia, Ochrony Środowiska i Kultury Fizycznej, a także jednocześnie członkiem Prezydium Rady Narodowej, zastępcą przewodniczącego RN i przewodniczącym Komisji ds. Samorządu.

## Wyróżnienia
- Krzyż Kawalerski Orderu Odrodzenia Polski,
- Krzyż Oficerski Orderu Odrodzenia Polski,
- Krzyż Komandorski Orderu Odrodzenia Polski,
- Medal Komisji Edukacji Narodowej[2],
- Nagroda Miasta Łodzi[2] (1981) – nagroda za całokształt działalności naukowej, zawodowej i społecznej[3][4],
- Order Flagi Narodowej kl. III Koreańskiej Republiki Ludowo-Demokratycznej[2].